# Conus vaderensis
Conus vaderensis é uma espécie de gastrópode do gênero Conus, pertencente a família Conidae.